# Tamil Eelam
Tamil Eelam, på svenska även Tamilska Eelam (Tamil: தமிழீழம், tamiḻ īḻam) är det namn som tamilerna har gett den förelagans självständiga stat de kämpar för att upprätta i de norra och östra delarna av Sri Lanka. Ilaṅkai (இலங்கை) och Īḻam (ஈழம்) är två tamilska namn för hela ön. Tamil Eelam erkänns enbart som en självständig stat av den tamilska gerillarörelsen LTTE (de tamilska tigrarna). LTTE kontrollerar cirka 40- till 50 procent av området som enligt dem utgör Tamil Eelam. De områden som står under LTTE:s kontroll inbegriper hela Kilinochchi- och Mullaitivu-distrikten, huvuddelen av distrikten Mannar, Batticaloa och Vavuniya samt delar av distrikten Trincomalee och Amparai. Den del av norra och östra Sri Lanka som kontrolleras av de tamilska tigrarna (LTTE) styrs redan som en till viss del självständig stat med egen högsta domstol, polisväsen, armé, marin, flygvapen, underrättelsetjänst och till och med en centralbank, även om dessa institutioner inte är formellt erkända av den lankesiska regeringen. De LTTE-kontrollerade områdena är beroende av elektricitet och underhållsvaror från det regeringskontrollerade området via A9-vägen. Det har inte någon egen valuta utan använder den lankesiska rupien. LTTE har ofta anklagat regeringen för att införa handelsembargo på oumbärliga varor, vilket drabbar civilbefolkningen. Territoriet har inte någon egen flygplats och utländska besökare måste resa via flygplatsen i Colombo.

## Den centrala frågan
Ursprunget till Eelam eller "ursprungslandet" är en central fråga i den lankesiska etniska konflikt som har varit ett faktum i över två decennier. Kravet på ett självständigt Tamil Eelam fördes fram 1976 av den Tamilska Befrielsefronten Tamil United Liberation Front (TULF). TULF var en koalition av tamilska partier som i 1977 års parlamentsval vann en jordskredsseger i de tamilska områdena. TULF:s viktigaste krav i valkampanjen var upprättandet av ett självständigt Tamil Eelam. 1978 införde regeringen en ny paragraf i grundlagen som krävde att samtliga medlemmar i parlamentet skulle svära trohet till statens sammanhållande, vilket resulterade i att TULF bojkottade parlamentet. De militanta grupper som hade för avsikt att använda vapen i kampen för en självständig stat fick efter det allt större inflytande. 
Begreppet Tamil Eelam har som det används av både TULF och de militanta grupperna enbart refererat till de nordöstra delarna av Sri Lanka (huvudsakligen distrikten: Jaffna, Kilinochchi, Mullaitivu, Mannar, Puttalam, Trincomalee, Vavuniya, Batticaloa och Amparai vilka tamilerna gör anspråk på i kraft av att de utgör deras ursprungsland. Några av de tidiga militanta grupperna som till exempel EPRLF vidmakthöll dock en bredare tolkning av Eelam med vilket de avsåg alla delar av ön Sri Lanka som hade tamilsk majoritet, inklusive de höglänta distrikten, där indiska tamiler (ättlingar till arbetskraftsinvandrare som kom för att arbeta på plantagen) är i majoritet. Detta trots att de höglänta distrikten traditionellt sett är en del av det singalesiska kärnlandet. Dock har man idag av praktiska anledningar begränsat anspråken på en tamilsk självständig stat till de norra och östra provinserna.
Mellan 1948 och 2002 har det funnits ungefär 38 militanta grupper som vid ett eller annat tillfälle har kämpat för Tamil Eelams självständighet. Dessa inkluderar mer välkända grupper som LTTE (även kända som de Tamilska Tigrarna), Tamil Eelam Liberation Organization (TELO), Eelam People's Revolutionary Liberation Front (EPRLF), People's Liberation Organisation of Tamil Eelam (PLOTE), Eelam Revolutionary Organisation of Students (EROS), och även mindre kända grupper som Tamil Eelam Army (TEA), Ilankai Freedom Tamil Army (FTA) och Socialist Revolutionary Social Liberation (SRSL).